# Koeraj (muziekinstrument)

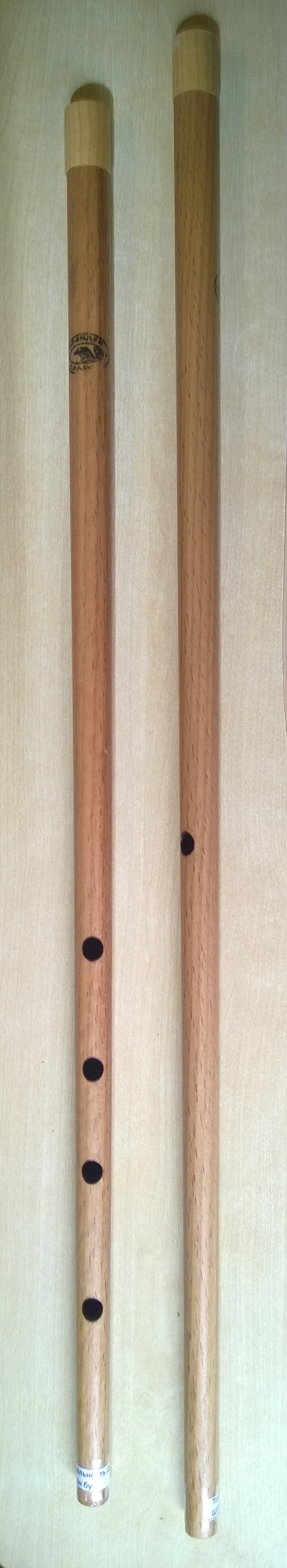
Koerajs

Een koeraj (Basjkiers: ҡурай [quˈrɑɪ]) is een lange open fluit met vijf vingergaten.
De koeraj wordt gemaakt van de 1 tot 1,5 meter hoge steel van de schermbloemige plant Pleurospermum uralense Hoffm., die groeit in het Oeralgebergte. De lengte van het instrument is ongeveer 600-810 mm, afhankelijk van de dikte van de stam en lichaam/vingerlengte van de koerajspeler. Het bereik van een koeraj bestaat uit drie octaven. De koeraj wordt gebruikt als solo- en ensemble-instrument.
De koeraj is het nationale instrument van de Basjkieren.